# Lefse

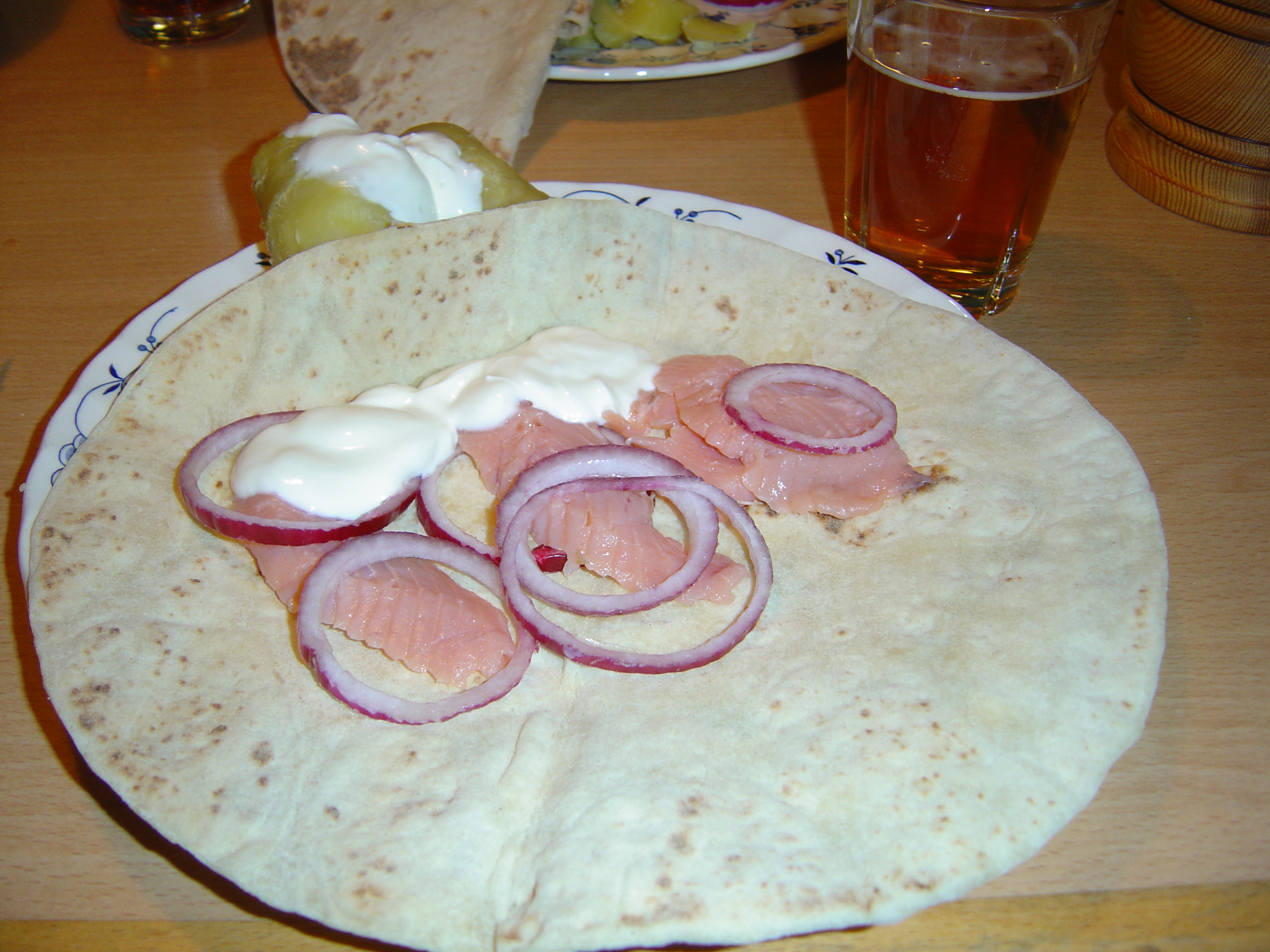
Rakfisk servido con patatas, lefse (pan redondo Noruego), cebollas y crema ácida.

Lefse es un pan ligero plano tradicional típico de los países escandinavos de patata, leche o crema y levadura, elaborado habitualmente en una sartén. Existen herramientas especiales para cocinar y elaborar un lefse, ellos incluyen los palillos que dan vuelta a una gran madera así como unos los pernos de balanceo especiales. Existen variantes regionales muy significantes a lo largo de Noruega, tanto en los ingredientes como en la forma de comerse. Por regla general se enrolla como una tortilla. En algunas partes de Estados Unidos (tales como Minnesota), lefse está disponible en las tiendas, exactamente como las tortillas.

## Variantes
En Noruega existe una variante denominada tynnlefse (lefse fina), que se enrolla con mantequilla, azúcar y canela (o con mantequilla y azúcar marrón), y se come como un cake. Tjukklefse o tykklefse (lefse grueso) es el más grueso de los lefser, y servido con café.
El Potetlefse (lefse de patata) se emplea a menudo en lugar de un hot-dog y se enrolla sobre la salchicha. Esta delicia es conocida como pølse med lompe en Noruega, lompe es un lefse de patata. 
Muchos escandinavos que viven en Estados Unidos comen lefse principalmente en Navidades, acompañando con otras delicias escandinavas como el lutefisk.

### Curiosidades
En la ciudad de Starbuck, MN, se hizo el lefse más grande del mundo.